# Cesatiella lancastriensis
Cesatiella lancastriensis är en svampart som beskrevs av Grove 1930. Cesatiella lancastriensis ingår i släktet Cesatiella, klassen Sordariomycetes, divisionen sporsäcksvampar och riket svampar.   Inga underarter finns listade i Catalogue of Life.